# Akihiro Tsuchiya
Akihiro Tsuchiya (jap. 土屋 昭博, Tsuchiya Akihiro; * 1943) ist ein japanischer Mathematiker, der sich mit Differentialtopologie und mathematischer Physik (Konforme Feldtheorien) befasst.

## Leben
Tsuchiya war Professor an der Universität Nagoya und nach seiner Emeritierung ist er am Kavli Institute for the Physics and Mathematics of the Universe (Kavli IPMU) an der Universität Tokio.
Ende der 1960er Jahre befasste er sich mit Differentialtopologie. Er wurde 1971 promoviert und in seiner Doktorarbeit gelang ihm damals die vollständige Bestimmung der charakteristischen Klassen sphärischer Faserräume. Ab Ende der 1980er Jahre befasste er sich mit konformen Feldtheorien, die damals in der Stringtheorie an Aktualität gewannen, aber auch Anwendungen in statistischer Mechanik hatten. Tsuchiya verwendete fortgeschrittene mathematische Methoden wie die Darstellung unendlich dimensionaler Algebren, Vertexoperatoralgebren, Theorie der D-Moduln und die Theorie der Modulräume aus der algebraischen Geometrie.
1991 erhielt er den Herbstpreis der Japanischen Mathematischen Gesellschaft. 1990 war er Invited Speaker auf dem Internationalen Mathematikerkongress in Kyoto (Moduli of stable curves, conformal field theory and affine Lie algebras).

## Schriften
- mit Y. Kanie: Vertex operators in conformal field theory on {\displaystyle P^{1}} and monodromy representations of the braid group. In: Conformal field theory and solvable lattice models. Adv. Stud. Pure Math., 16 (1988), 297–372
- mit Y. Yamada: Conformal field theory on universal family of stable curves with gauge symmetries. In: Integrable systems in quantum field theory and statistical mechanics. Adv. Stud. Pure Math. 19 (1989) 459–566